# 小行星8449
小行星8449（英語：8449 Maslovets）是一颗围绕太阳公转的小行星。1977年3月13日，尼古拉·切爾尼赫在克里米亚发现了此天体。
这颗小行星的绝对星等为187.1672715700583等。